# Buccinaria pygmaea
Buccinaria pygmaea is een slakkensoort uit de familie van de Raphitomidae. De wetenschappelijke naam van de soort is voor het eerst geldig gepubliceerd in 1997 door Bouchet & Sysoev.